# Война в округе Джонсон
Война в округе Джонсон, также известна как Война на Паудер-Ривер или Война на пастбище в Вайоминге, представляла собой конфликт между мелкими фермерами и крупными землевладельцами, который длился в округе Джонсон, штат Вайоминг с 1889 по 1893 год. Конфликт начался, когда владельцы нескольких крупных скотоводческих ранчо объединились и начали преследование угонщиков скота, не разбирая правых и виноватых. В отношении подозреваемых часто использовали незаконный суд Линча, то есть казнь без официального следствия и обвинения. Многие из предполагаемых угонщиков были невинными поселенцами, которые просто конкурировали с фермерами за право на землю, скот и воду. Война на Паудер-Ривер достигла своей кульминации, когда между фермерами и поселенцами усилились напряжение и насилие, владельцы ранчо наняли вооруженных людей для поимки последних. Первоначальное вторжение вооружённых сил на территорию побудило мелких фермеров и представителей правопорядка к объединению и формированию отряда из 200 человек, так началось противостояние. Осада закончилась, когда кавалерия США по приказу президента Бенджамина Гаррисона взяла под арест вооруженный отряд. Несмотря на это никто из организаторов и наемников не был наказан, а боевые сражения продолжались в последующие месяцы.
С тех пор события конфликта стали довольно мифологизированной и символической историей о Диком Западе. С годами варианты развития сюжетной линии стали включать в себя разных самых интересных исторических фигур того времени. Помимо того, что классовая война являлась одной из самых известных воин на американской границе передвижения поселенцев, она послужила основой для многочисленных романов, фильмов и телевизионных шоу на Западе.

## История
Конфликты из-за земель были крайне распространены в истории развития американского Запада, особенно в конце 19 века, когда впервые после закона о поселениях большая часть Запада закрепилась за белыми американцами. Историк Ричард Максвелл Браун назвал этот период «Западной Гражданской Войной Объединения», частью которой был конфликт в округе Джонсон.
В момент появления Вайоминга на карте США большая часть земель была общественным достоянием, они были доступны для животноводства, организации сельскохозяйственных угодий и усадеб. Большинство владельцев ранчо выпускали пастись скот в открытое пространство. Каждую весну проводились облавы на скот, чтобы определить их принадлежность к тому или иному ранчо. Перед загоном бездомных телят иногда тайно клеймили, это был самый простой способ идентифицировать владельцев коровы. Права на землю и воду обычно предоставлялись тому, кто первым организовал форму собственности на территории. Фермеры и владельцы ранчо должны были соблюдать эти границы (эта доктрина была известна, как Предварительное Присвоение). Однако все больше и больше фермеров, называемых «грейнджерами» переезжали в Вайоминг, конкуренция за права на землю и воду вскоре охватила весь штат. Владельцы больших сельскохозяйственных угодий отреагировали монополизацией большой площади свободных территорий, чтобы помешать новичкам их использовать. Своим работникам они также запрещали владеть скотом, опасаясь конкуренции, угрожали всем, кого подозревали в воровстве животных.
Часто и без того непростые отношения между крупными, богатыми ранчо и поселенцами становились более напряженными. После сильных метелей и экстремально низких температур (от −40 до −45 градусов по цельсию) суровой зимы 1886 — 1887 гг. наступило чрезвычайно жаркое и засушливое лето, опустошившее границу. Были потеряны тысячи голов крупнорогатого скота, владельцы больших ранчо начали присваивать земли и водоснабжение в этом районе. Некоторые предприняли радикальные меры для вытеснения поселенцев с их земель: исключали из участия в ежегодных собраниях, поджигали их жилища. Они оправдывали свои действия на общей земле, оправдываясь обвинением поселенцев в воровстве скота. Конфликт усугубился, когда законодательный орган штата Вайоминг принял закон о неклейменых животных, согласно которому весь скот без клейма, замеченный на свободной земле, автоматически принадлежал ассоциации скотоводов.

### Фондовая ассоциация производителей Вайоминга
Владельцы нескольких крупных скотоводческих ранчо в Вайоминге объединились в Фондовую ассоциацию производителей Вайоминга (WSGA) и обосновались в Шайенне. Организация, в состав которой вошли самые богатые и влиятельные жители штата, имела большое политическое влияние в государстве и в самом Вайоминге. Они организовали отрасль крупного рогатого скота, запланировав его сгон и поставки. Организация также наняла детективное агентство для расследования случаев кражи скота из владений своих членов. Грейнджеры и угонщики зачастую смешивались друг с другом, что затрудняло детективам принимать верное решение, кто виновен, а кто нет.
Скотокрадство в районе усиливалось, вероятно, причиной этому служили суровые условия выпаса. Незаконные действия организованных групп угонщиков скота получили широкую огласку в конце 1880-х годов Хорошо вооруженные отряды конокрадов и угонщиков рогатого скота кочевали по разным частям Вайоминга и Монтаны. Линчеватели Монтаны, такие как печально известные душители Стюарта, объявили войну угонщикам скота в 1884 году. Злоумышленники, базировавшиеся в укрытие, известном как «дыра в стене», также охотились на поголовье скота. Френк М. Кантон, шериф округа Джонсон в начале 1880-х годов, более известный как детектив Фондовой ассоциации производителей Вайоминга, был выдающейся фигурой в устранении предполагаемых преступников. Ещё до событий в округе Джонсон он заслужил репутацию кровавого убийцы. В юном возрасте он работал ковбоем в Техасе, в 1871 году начал карьеру в расследовании грабежей и случаев воровства крупного рогатого скота. Его также обвиняли в убийстве солдата Буффало 10 октября 1874 года. Историк Гарри Синклер Драго описал Кантона беспощадным, бесчувственным, прирожденным убийцей, который за деньги убивал десятки людей.

## Война

### Ранние убийства
20 июля 1889 года Джордж Хендерсон, детектив Ассоциации, обвинил местного фермера, Эллу Уотсон, в краже скота у другого фермера по имени Альберт Джон Ботвелл. Скотоводы послали всадников захватить Эллу, а затем и её мужа Джима Аверелла. Оба они впоследствии были повешены на дереве. Эта история потрясла многих местных жителей и поспособствовала усилению конфликта, так как это был один из редких случаев на Старом Западе, когда линчеванию подверглась женщина. Шериф округа Френк Хадселл арестовал шестерых мужчин, подозревая их в линчевании, была назначена дата суда. Но ещё до начала судебного разбирательства свидетелям, которые должны были давать показания против агрессоров, были разосланы угрозы. Одним из таких свидетелей был молодой Джин Краудер, который таинственным образом при неизвестных обстоятельствах пропал до суда. Другой, племянник Джима Аверелла, Френк Бьюкенен, исчез из округа после перестрелки с неизвестными подозреваемыми, предположительно был похищен или убит. Ральф Коул, второй племянник Аверелла, скончался в день суда от отравления.
Вскоре враги Ассоциации смогли дать отпор. Детектив Джордж Хендерсон, обвинивший Эллу Уотсон и её мужа, был убит мятежниками возле Суитуотер-Крик в октябре 1890 года. Вскоре владельцы больших ранчо смогли усилить контроль и выследить тех, кто пытался им противостоять. Вслед за двойным повешением Авереллов последовало линчевание Тома Ваггонера, торговца лошадьми из Ньюкасла, в июне 1891 года. Друг Ваггонера, мясник по имен Джимми, который был однажды арестован за кражу у компании по разведению крупного рогатого скота, также был убит. Детектив Том Смит убил подозреваемого в краже. Когда ему было предъявлено обвинение в убийстве, политические связи Ассоциации смогли обеспечить ему освобождение. Эти убийства спровоцировали усиление конфликта и насилия в последующие годы.
После линчевания основных конкурентов контроль Ассоциации над округом был бесспорным, пока группа владельцев маленьких ферм во главе с местным ковбоем по имени Нейт Чампион не сформировала Ассоциацию фермеров и землевладельцев Северного Вайоминга (NWFSGA), с целью конкурирования с фондовой ассоциацией производителей. Узнав об этом, WSGA сразу же восприняла ассоциацию Чампиона в качестве угрозы своей деятельности. Все члены организации были внесены в черный список, была проведена серия облав с целью приостановления их деятельности. Однако последние отказались исполнять приказ о роспуске и вместо этого публично объявили о своих планах провести собственную облаву весной 1892 года.
Вскоре зажиточные владельцы больших ранчо наняли отряд убийц, чтобы покончить с Нейтом Чампионом. Утром 1 ноября 1891 года Нейт и его приятель по имени Росс Гилбертсон спали в хижине в Миддл-Форке, Паудер-Ривер, когда группа вооруженных людей вошла внутрь. Нейт был незамедлительно разбужен вторжением, и когда бандиты направили на него дула своих пистолетов, Чампион потянулся к своему оружию, спрятанному под подушкой, началась перестрелка. Чампион одержал победу в этой схватке, смертельно ранив и убив двух боевиков, включая Билли Лайкинса. Остальные преступники спаслись бегством. Чампион практически не пострадал, если не учитывать несколько пороховых ожогов на лице, полученных в результате перестрелки. В ходе расследования нападения фермерам Джону А. Тисдейлу и Орлею Джонсу были разглашены имена тех, кто принимал участие в нападении. После чего они попали в засаду, что в свою очередь вызвало возмущение многих мелких владельцев ранчо и фермеров в округе. К началу 1892 года уровень насилия достиг своего апогея. Такие газеты, как «The Big Horn County Rustler» публиковали предположения, что вот-вот начнется война

### Захватчики
Фондовая ассоциация Производителей под руководством Френка Уолкотта (член WSGA и владелец крупного ранчо "North Platte) наняла вооруженных людей с целью устранить предполагаемых угонщиков скота и роспуска NWFSGA. В это время мнения авторитетных жителей по поводу конфликта разделились. Исполняющий обязанности губернатора Амос У. Барбер поддерживал скотоводов, которые обвиняли владельцев мелких ранчо в похищении их скота и прочей преступной деятельности в округе. А бывший ковбой и шериф Буффало (окружной центр округа Джонсон) по имени Уильям Ангус поддерживал мелких фермеров, которые считали что бароны крупного рогатого скота крадут их земли.
В марте 1892 года владельцы больших ранчо отправили агентов в Техас из Шайенна и Айдахо, чтобы завербовать боевиков и, наконец, осуществить свои планы по уничтожению фермеров. Владельцы крупного рогатого скота всегда использовали наемников из Техаса, чтобы отпугнуть или убить угонщиков скота в Вайоминге. Один из таких случаев был рассказан ковбоем Джоном Дж. Бейкером. По его словам, техасцы устроили засаду и убили 9 охотников, которых приняли за угонщиков в Биг Драй Крик, штат Вайоминг. За убийство они получили вознаграждение 450 долларов США.
Вскоре была организована экспедиция, в состав которой вошли 23 боевика, нанятые в Париже, штат Техас, 4 детектива по расследованию случаев угона скота и несколько высокопоставленных лиц Вайоминга. Сенатор штата Боб Тисдейл, государственный уполномоченный по водным ресурсам У. Дж. Кларк и сыгравшие важную роль 4 года назад в образовании штата У .К. Ирвин и Хьюберт Тешемахер присоединились к группе. Их сопровождали: хирург Чарльз Бингхем Пенроуз, репортер газеты «Cheyenne Sun» Эд Тауз и журналист газеты «Chicago Herald» Сэм Т. Кловер, чьи откровенные сообщения из первых рук позже появились в восточных газетах. В общей сложности в экспедицию вошли 50 человек: владельцы ранчо, детективы и 23 наемника из Техаса. Руководить экспедицией стал Френк М. Кантон. Позже выяснилось, что в саквояже Френка был список из 70 жителей округа, которых должны были расстрелять или повесить, а также контракт на выплату техасцам 5 долларов в день плюс бонус 50 долларов за голову каждого реального или предполагаемого угонщика. Группа стала известна, как «захватчики» или «регуляторы Уолкотта»
Джон Клэй, известный бизнесмен из Вайоминга, подозревался в том, что играл ключевую роль в планировании вторжения в округ Джонсон. Клэй отрицал это, рассказывая, что в 1891 году он советовал Уолкотту не устраивать экспедицию, а в момент её проведения находился за пределами страны. Позже он помог «захватчикам» избежать наказания после сдачи властям. Группа собралась в Шайенне и выдвинулась на поезде в Каспер, штат Вайоминг, затем на лошадях до округа Джонсон. Чтобы предотвратить тревогу наёмники перерезали телеграфные линии к северу от Дугласа, штат Вайоминг. Верхом на лошадях Кантон и наемники двигались впереди, а партия чиновников WSGA во главе с Уолкоттом следовали на безопасном расстоянии позади.

### Перестрелка на ранчо Кайси
Первой целью WSGA был Нейт Чампион, который в то время был на ранчо Кайси. Им было поручено совершить убийство, с которым не смогли справиться другие пять месяцев назад. Вечером пятницы, 8 апреля 1892 года, группа отправилась на ранчо, окружила здание и затаилась в ожидании рассвета. Помимо Нейта на ранчо находилось ещё трое мужчин. Двое мужчин, которые, вероятно, собирались провести ночь в пути, были схвачены, когда вышли их хижины, чтобы набрать воды в близлежащей реке Паудер. Третий мужчина по имени Ник Рэй был расстрелян в дверях хижины. Когда бандиты открыли огонь, Чампион затащил смертельно раненного Ника внутрь. Последний умер несколько часов спустя и Нейт остался один в бревенчатой хижине.
Чампион продержался несколько часов, ранив трех и убив четырех наемников. Поселенец по имени Джек Флэгг стал свидетелем осады, проезжая на своей телеге вместе с пасынком мимо ранчо Чампиона. Линчеватели узнали Джека, его имя было в списке, по нему был открыт огонь. Флэгг попытался скрыться, но когда захватчики пустились в погоню, схватил винтовку и начал отстреливаться. Во время осады в хижине Чампион вел дневник с заметками для своих друзей. В нем он писал: «Ребята, мне очень одиноко здесь. Я бы очень хотел, чтобы кто-то был здесь вместе со мной, тогда мы могли бы вести наблюдение со всех сторон.» Последняя запись в дневнике гласила: «Они только что обстреляли хижину, как будто на неё обрушился град. Я слышал, как они кололи дрова. Думаю, сегодня вечером они собираются сжечь дом. Думаю, я сделаю перерыв, когда наступит ночь, если останусь жив. Снова стрельба. Ещё не ночь. Весь дом в огне. Прощайте, ребята, если я вас больше никогда не увижу.»
Захватчики продолжали стрелять по горящей хижине. Нейт дописал последнюю запись в своем дневнике и положил его в карман, прежде чем выбежать через заднюю дверь с револьвером, заряженным 6 пулями, в одной руке и ножом или винтовкой в другой. Как только он выбежал на улицу, захватчики застрелили его. Наемники прикрепили к изрешеченной пулями груди Чампиона записку, в которой было написано: «Берегитесь, угонщики скота.» Спасшийся от преследования Джек Флэгг приехал в Буффало, где рассказал горожанам об инциденте, произошедшем с Нейтом. В течение 24 часов шериф Ангус собрал отряд из 200 человек и в ночь на воскресенье, 10 апреля, отправился на ранчо Кайси.

### Осада ранчо ТА
Расправившись с Нейтом Чампионом, в воскресенье наемники Ассоциации отправились на север в сторону Буффало, чтобы продолжить демонстрацию силы. Однако, утром 11 апреля пришли новости о большом вражеском отряде, направлявшимся к ним. Они быстро поменяли маршрут и нашли убежище на ранчо ТА, что находилось на ручье «Crazy Woman». В пути один из техасцев по имени Джим Дадли случайно сам себя ранил. Его лошадь взбрыкнула, винтовка упала, разрядившись и попав ему в колено. Он был сопровожден в форт Мак-Кинни, чтобы обратиться за лечением, но умер спустя пару дней от гангрены.
Отряд шерифа наконец добрался до убежища, где прятались захватчики. Наемникам удалось спрятаться в бревенчатом сарае на ранчо, осада которого продлилась 3 дня. Отряд окружил все ранчо, копал ямы для укрытия, убивал лошадей захватчиков, чтобы предотвратить их побег. Как сообщал New York Times, 20 человек пытались сбежать во время перестрелки, но были убиты. Другой техасский стрелок по имени Алекс Лоутер случайно ранил себя в пах, когда полз в безопасное от пуль поселенцев место. Осада затянулась, один из участников отряда отправился в форт Мак-Кинни с целью одолжить пушку, но получил отказ. Кузнец по имени Рэп Браун попытался построить пушку своими руками, но она взорвалась при первом же испытании. Затем он построил осадную машину, которая получила название «ковчег безопасности», она представляла собой большой пуленепробиваемый фургон, который должен был помочь приблизиться к ранчо, чтобы бросить динамит в захватчиков.
К счастью для наемников Ассоциации, один из их членов, Майку Шонси, удалось выбраться из сарая, на следующий день он смог связаться с губернатором Барбером. Последовали отчаянные попытки спасти группу WSGA. Через 2 дня осады, поздним вечером 12 апреля 1892 года, губернатор Барбер телеграфировал президенту Бенджамину Харрисону с просьбой о помощи.
Телеграмма гласила:
Сообщается, что около 61 владельца скота совершили вооруженную экспедицию в округ Джонсон с целью защиты своего скота и предотвращения незаконных облав со стороны угонщиков. Сейчас они находятся на ранчо ТА, в тридцати милях от форта Мак-Кинни, в осаждении шерифом и отрядом угонщиков скота этой части страны, которых по предварительным подсчетам 200—300 человек. Телеги и лошади скотоводов были захвачены, а также сообщается о кровопролитной схватке вчера, в которой погибло несколько человек. Волнение нарастает и есть опасение, что в случае захвата скотоводов, отряд не проявит милосердия к пленным. Гражданские власти не в состоянии предотвратить насилие. Ситуация серьезная и требует незамедлительного вмешательства, чтобы предотвратить человеческие жертвы.
Харрисон незамедлительно отдал приказ военному министру США, Стивену Б. Элкинсу, разобраться с сложившейся ситуацией в соответствии со статьей 4, раздел 4, пункт 2 Конституции США, который разрешает использование военных американских сил по приказу президента для «защиты от вторжения и проявления насилия». Шестой кавалерийский полк форта Мак-Кинни неподалеку от Буффало получил приказ немедленно отправиться на ранчо ТА и взять экспедицию WSGA под стражу. Несколько часов спустя, в 2 часа ночи 13 апреля, 6-й кавалерийский полк покинул форт, отправившись на ранчо ТА. Полк прибыл на место в 6 часов 45 минут, когда поселенцы собирались использовать «ковчег безопасности». Полковник Дж. Дж. Ван Хорн, отвечающий за полк, договорился с шерифом Ангусом снять осаду, захватчики должны были быть переданы гражданским властям. Полк задержал Уолкотта и ещё 45 мужчин, прежде чем сопроводить из в форт Мак-Кинни, а потом уже в Шайенн, у них изъяли: 45 винтовок, 41 револьвер и приблизительно 5000 патронов.
Текст телеграммы губернатора Барбера президенту был напечатан на первой полосе The New York Times от 14 апреля. Отчет из первых рук об осаде ранчо ТА появился в The Times, Chicago Herald и других газетах.

## Аресты и судебные преследования
Наемники WSGA были доставлены в Шайенн для содержания под стражей в казармах форта Дэвис А. Рассела, поскольку тюрьма округа Ларами не смогла вместить столько заключенных. Они получили привилегии и могли днем выходить на улицу, но возвращались на ночь в тюрьму. Местные власти округа Джонсон были раздосадованы, что группу не оставили в локальном форте Мак-Кинни. Но генерал, командующий 6-м кавалерийским полком, чувствовал, что напряжение в округе растет и оставлять заключенных в этом районе опасно. Как сообщалось, сотни вооруженных местных жителей отправились к форту Мак-Кинни, ошибочно полагая, что группу WSGA содержат именно там.
Прокурор округа Джонсон стал собирать доказательства по делу, так появились детали плана WSGA. В саквояже Кантона был найден список из 70 предполагаемых угонщиков скота, которых должны были расстрелять или повесить, а также список ранчо, сожженных захватчиками, и контракт на выплату каждому техасцу по 5 долларов каждый день плюс 50 долларов бонусом за голову каждого убитого. Сообщалось, что планы захватчиков включали в себя убийства людей. Газета The Times от 23 апреля писала, что доказательства свидетельствуют о причастности к делу более 20 крупных скотоводов из Шайенна (их имена до этого не разглашались), а также нескольких крупных скотоводов из Омахи и высокопоставленных чиновников штата Вайоминг. Всем им будут предъявлены обвинения в пособничестве вторжению и будут выданы ордера на их арест.
Однако, захватчики были защищены дружественной судебной системой, на руку им сыграли коррупционные связи баронов скотоводческого дела. Обвинения высокопоставленным лицам штата Вайоминг так и не предъявлялись. В конечном итоге захватчиков отпустили под залог с условием возвращения в Вайоминг для суда. Многие из них сбежали в Техас и больше их никто не видел. В конце концов группа WSGA вышла на свободу, обвинения были сняты под предлогом того, что округ Джонсон отказался оплачивать судебные издержки. Стоимость проживания мужчин в форте, как говорили, составляла 18 000 долларов США. Малонаселенный округ Джонсон не мог себе позволить оплатить такую сумму.

## Последние убийства
Напряжённость в округе Джонсон оставалась высокой. 10 мая маршал США, Джордж Веллман попал в засаду и был убит местными жителями по пути в небольшое поселение в Буффало. Инцидент получил освещение на национальном уровне. Веллман был единственным маршалом, погибшем на войне. Веллман был одним из наёмников, присоединившихся к захватчикам. Его гибель оплакивала большая группа людей. 6-й кавалерийский полк, посланный освободить округ от насилия, был под влиянием политического и социального давления, из-за чего они были не способны поддерживать мир на территории Джонсона. Трагичный случай произошёл, когда группа мужчин подожгла почтовое отделение и заложила самодельную бомбу в казарме кавалерийского полка. Вследствие взрыва бомбы серьёзно пострадал офицер, Чарльз Б. Гейтвуд. Ему раздробило левую руку, что привело к концу его военной карьеры.
Форт Мак-Кинни получил приказ заменить 6-ю кавалерийскую роту на 9-ю, известную под названием «Солдаты Буффало». Через 2 недели «Солдаты Буффало» переехали из Небраски в железнодорожный город Суггс, штат Вайоминг. Здесь они создали лагерь «Беттенс», чтобы подавить волнение и беспорядки среди местных жителей. Приезд новых кавалерийских войск был крайне негативно воспринят местными жителями. Когда «Солдаты Буффало» вошли в город, между ними и местными жителями вспыхнула перестрелка. Солдаты погасили сопротивление и попытались задержать зачинщиков. Местные жители оказали сопротивление, в результате которого один солдат был убит, а двое других ранены. В округ были отправлены ещё 2 отряда. На этот раз местные жители позволили солдатам провести расследование. Но никто так и не был осуждён, что вынудило армию США отправить полк в отставку в ноябре 1892 года.
Осенью 1892 года, когда во всем округе ещё остро ощущалось противостояние, детективами были застрелены 2 предполагаемых конокрада. Инцидент произошёл к востоку от реки Big Horn. Убийцам удалось избежать наказания благодаря Отто Франку, владельцу ранчо, который встал на сторону крупной скотоводческой компании. 24 мая 1893 года брат Нейта Чампиона, Дадли Чампион, приехал в Вайоминг в поисках работы и был хладнокровно расстрелян. В 15 милях от города Чампион забрел на ранчо Майка Шонси, который, увидев его, схватил револьвер и застрелил Дадли. Запрос коронера постановил, что действия Шонси были самообороной, он был оправдан. После чего Шонси незамедлительно покинул страну, пока чиновники не продолжили расследование. За год до этих событий Шонси встречал Нейта Чампиона вблизи каньона Бивер-Крик. Нейт подозревал, что Шонси был одним из тех людей, которые напали на него в Миддл-Форке, из-за чего между ними едва не началась драка. Нейт угрожал Шонси и требовал, чтобы тот назвал имена остальных наемников. Этот инцидент, вероятно, заставил Шонси затаить ненависть к Нейту и его брату Дадли. Дадли Чампион был последним человеком, убитым в ходе войны в округе Джонсон.

## Последствия конфликта
Долгое время после завершения открытого конфликта в округе Джонсон сохранялись волнения. Некоторые считали богатых владельцев крупных ранчо героями, которые справедливо, хоть и с использованием насилия, стремились защитить то, что им принадлежало: скот, пастбища, права на воду. Другие считали WSGA жестокими преступными линчевателями, грубо нарушающими закон. Впоследствии обе стороны рассказывали ряд небылиц, пытаясь представить свои точки зрения морально оправданными. Сторонники захватчиков считали Эллу Уотсон проституткой и скотокрадом, а Джима Аверелла — её сутенером и сообщником в преступлениях. По их мнению, Нейт Чампион был лидером империи скотокрадов, ходили слухи, что он был главой легендарной банды «Красные пояса», в которую предположительно входили такие преступники, как Джесси Джеймс. Но эти предположения были опровергнуты. Мужчины.действительно, были частыми гостями в хижине Уотсон, так как она ремонтировала одежду ковбоям, чтобы заработать дополнительные деньги. Из отчетов сообщалось, что во время смерти на Чампионе был надет красный пояс, но в то время они были очень распространены и это не могло служить доказательством его причастности к банде. Население округа, поддерживающее мелких скотоводов, рассказывали истории, в которых принимали участие самые известные стрелки Запада под руководством захватчиков. Среди таких имён значились такие легендарные личности, как Том Хорн и Джордж Пэррот. Хорн недолго работал детективом WSGA в 1890-х годах, но практически нет никаких доказательств его участия в войне.

### Политические изменения
Несмотря на то, что большинство лидеров наемной силы WSGA были демократами, владельцы ранчо, которые нанимали группу, были представителями республиканской партии, а вот их противники в основном были демократами. Многие считали, что группа WSGA будет спасена по приказу президента Харрисона (представителя республиканской партии), что суды не смогут предъявить ей обвинение в серьезном политическом скандале с обертонами классовой войны. Благодаря событиям в округе демократическая партия стала очень популярной в Вайоминге. Партии удалось одержать победу на выборах на пост губернатора в 1892 году и взять под контроль обе палаты законодательного собрания штата. Вайоминг голосовал за демократа Уильяма Дженнингса Брайана на президентских выборах 1896 года, а округ Джонсон был одним из двух округом в штате с самым большим количеством голосов за Брайана.

### Данные экономики
Историк Даниэль Белград утверждает, что в 1880-х годах централизованная организация пастбищного хозяйства находилась в стадии становления. Цены на скот в то время были низкими. Владельцы более крупных ранчо теряли головы скота, когда из их стада забирали потерянных телят без клейма. В ответ они организовывали совместные облавы, внесение скотокрадов в чёрный список и лоббирование более строгих законов против угонщиков скота. Владельцы рано сформировали WSGA и наняли боевиков с целью выслеживания и поимки угонщиков, а местные фермеры были возмущены коллективной политической властью владельцев ранчо. Фермеры перешли к децентрализации и использованию частных зимних пастбищ. Рэнди Макферрин и Дуглас Уиллс утверждают, что конфронтация представляла собой противоположные системы прав собственности. Результатом стал конец открытой системы и доминирование крупномасштабного скотоводства и сельского хозяйства. Однако отголоском войны остается бдительность со стороны агрессивных владельцев в отношении мелких индивидуальных поселенцев, защищающих свои права.
К 1893 году владельцы мелких ранчо и фермеры получили возможность присоединиться к WSGA, прекратив монополию и контроль Ассоциации над бизнес-интересами Вайоминга. Предыдущие практики ассоциации, такие как конфискация скота были остановлены. Главные лидеры WSGA, такие как Френк Уолкотт, Френк М. Кантон и Том Смит покинули округ.

## Отражение конфликта
Война в округе Джонсон и ее обертоны классовой вражды в сочетании с вмешательством, предписанным президентом США, с целью спасти жизни банды наемных преступников и освободить их, не является положительным отражением американского мифа о западе. Этот конфликт был одним из самых известных и затяжных в регионе. Благодаря ему появилась особенность западного жанра в художественной литературе, фильмах и позднее в телевизионных шоу. Написанная свидетелем действий в округе Джонсон, Эйсой Шинном Мерсером, книга «Бандиты равнин» является первым произведением о войне в округе Джонсон. На протяжении многих лет WSGA препятствовала её выходу в свет. Первый тираж книги перехватили и уничтожили, спасти удалось всего лишь несколько экземпляров, изданных в 1894 году. По слухам, ассоциации удалось захватить и уничтожить и второй тираж, который из типографии отправился прямиком в Денвер, штат Колорадо. В 20 веке книга несколько раз переиздавалась, последнее издание вышло совсем недавно в 2015 году. В 1902 году в свет вышел роман Френсис Макелрат «Делец», вдохновением на его написание послужила война в округе Джонсон. В романе автор с пониманием показывает мнение владельцев мелких ранчо по поводу конфликта в округе.
В 1902 году Оуэн Уинстер выпускает роман «Виргинец». В нем автор принимает сторону богатых владельцев ранчо, создает миф о войне в округе Джонсон, который имел мало общего с реальными событиями и фактическими участниками конфликта. Популярный роман Джека Уорнера Шефера «Шейн», выпущенный в 1949 году, описывает события, произошедшие в ходе войны в округе Джонсон, показывая всё глазами поселенцев. В фильме 1953 года «Рыжая из Вайоминга» с Морин О’Хара в главной роли также раскрывались темы конфликта. В одной из сцен героине говорят: « Пройдет совсем немного времени и они назовут тебя коровой Кейт». В романе 1968 года «Настоящее мужество» Чарльза Портиса главный герой, Рустер Когберн, был вовлечён в войну в округе Джонсон. В начале 1890-х Рустер отправился на север в Вайоминг, где был «нанят владельцами крупных ранчо для расправы с угонщиками скота».
Такие фильмы, как «Врата рая» (1980) и «Война в округе Джонсон» (2002), показывали богатых владельцев ранчо «плохими парнями». «Врата рая» были сняты по оригинальному сценарию режиссёра Майкла Чимино, в то время как «Война в округе Джонсон» стала экранизацией романа Фридриха Манфреда «Всадники суда», вышедшего в свет в 1957 году. События конфликта также были отображены в телесериале Джима Дэвиса «Истории века», где Генри Брендон сыграл роль Нейта Чампиона, а Джин Пркер — Эллу Уотсон. Американский канал Heroes показал войну в округе Джонсон в 6-м эпизоде своего документального сериала «Кровная вражда».
История событий в округе Джонсон с точки зрения владельцев небольших ранчо была описана жителем Кейси Крисом в его песне «Johnson County War», композиция вошла в альбом «Powder River», выпущенный в 1989 году. В песне рассказывается о сожжении ранчо Кайси, захвате людей WSGA, вмешательстве кавалерии США в конфликт и освобождении скотоводов и наёмников. В мемориальном музее Джима Гетчелла в Буффало диорамы и экспонаты, посвящённые войне в округе Джонсон, среди которых была бронзовая статуя Нейта Чампиона высотою 2,1 метра. В музее прошлого в Кейси, штат Вайоминг на месте, где раньше находилось ранчо Кейси установлен экспонат в виде отпечатков от копыт в память о событиях, произошедших в округе Джонсон.

## Примечание
1. ↑  Richard Maxwell Brown. Oxford University Press No Duty to Retreat: Violence and Values in American History and Society. http://www.oup.com. Wayback Machine (29 сентября 2007). Дата обращения: 24 июня 2019. Архивировано 29 сентября 2007 года.
2. ↑  Wyoming Legends: Johnson County War. Legends of America. (3 апреля 2015). Дата обращения: 24 июня 2019. Архивировано 22 декабря 2006 года.
3. 1 2  Burt, Nathaniel. Wyoming. — Compass American Guides, Inc, 1991. — С. 156.
4. 1 2 3  Agnew, Jeremy. The Old West in Fact and Film: History Versus Hollywood. — McFarland; 1st edition, 2012. — С. 40. — ISBN 978-0786468881.
5. ↑  Burt, Nathaniel. Wyoming Compass. — American Guides, 1991. — С. 157.
6. 1 2  "Wyoming Cattlemen on a Campaign against Thieves" (англ.) // The New York Times. — 1892.. — April 1. Архивировано 25 февраля 2021 года.
7. ↑  DeArment, R.K. "Gang Crackdown: When Stuart's Stranglers Raided" // Wild West Magazine. — 2007. — June 7. Архивировано 22 марта 2019 года.
8. 1 2 3 4  Davis, John W. "The Johnson County War: 1892 Invasion of Northern Wyoming". Wyoming History (3 апреля 2015). Дата обращения: 25 июня 2019. Архивировано 22 декабря 2006 года.
9. 1 2 3 4  "Wyoming's Wild Past". Occidental Wyoming (3 апреля 2015). Дата обращения: 25 июня 2019. Архивировано из оригинала 25 июля 2019 года.
10. ↑  "Jim Averill & Ella Watson (Cattle Kate)". The Spell of the West (5 апреля 2015). Дата обращения: 26 июня 2019. Архивировано из оригинала 11 апреля 2015 года.
11. ↑  Simkin, Jim. "Albert Bothwell" // Spartan Educational. — 1997. Архивировано 26 июня 2019 года.
12. 1 2  Dolson, G. B. "Johnson County War" Wyoming Tales and Trails. www.wyomingtalesandtrails.com (6 января 2004). Дата обращения: 26 июня 2019. Архивировано 8 января 2014 года.
13. ↑  Albright, Syd. "SMALL, LARGE RANCHERS WAGED JOHNSON COUNTY WAR IN WYOMING // CDA Press. — 2016.
14. ↑  "Johnson County War". http://www.jcs-group.com/oldwest/wars/johnson.html. JCS Group (5 апреля 2015). Дата обращения: 26 июня 2019. Архивировано из оригинала 24 августа 2017 года.
15. ↑  David Lavender. American Heritage History of the Great West. — New Word City, Inc., 2014. — ISBN B00PJOI4MS.
16. ↑  Boardman, Mark. "Wave of Violence" // True West Magazine.. — May 22, 2017.. Архивировано 26 июня 2019 года.
17. 1 2  Inventory of the Johnson County War Collection. https://legacy.lib.utexas.edu. Texas A&M University - Cushing Memorial Library". Дата обращения: 27 июня 2019. Архивировано 27 июня 2019 года.
18. ↑  "The Johnson County War (Wyoming) 1892". http://www.bbc.co.uk. BBC (2 февраля 2014). Дата обращения: 27 июня 2019. Архивировано 30 октября 2017 года.
19. 1 2  "Troops Came Just In Time" (англ.) // The New York Times. — April 15, 1892. — April 15. Архивировано 30 июня 2019 года.
20. 1 2 3  Johnson County War // Wyoming Tails and Trails. — 2004. — January 6th. Архивировано 23 января 2010 года.
21. 1 2  Myers, Sue. "Commemorating the 'Johnson County War'". https://trib.com. Casper Star Tribune (9 апреля 2007). Дата обращения: 28 июня 2019. Архивировано 28 февраля 2021 года.
22. ↑  Griske, Michael. The Diaries of John Hunton. — Heritage Books, (2005). — с. 122-123 с. — ISBN 0-7884-3804-2..
23. ↑  Herring, Hal. "The Johnson County War: How Wyoming Settlers Battled an Illegal Death Squad". https://www.fieldandstream.com. Field and Stream. (2 февраля 2014). Дата обращения: 28 июня 2019. Архивировано 4 июня 2018 года.
24. 1 2 3  "The Trouble In Wyoming" (англ.) // The New York Times. — 1982.. — April 14,.
25. 1 2  Trachtman, Paul. The Gunfighters. — Time-Life Books, 1974. — С. с. 212. — ISBN B001AATBV8.
26. ↑  Meyers, Sue. "Commemorating the 'Johnson County War'. Casper Star-Tribune (9 апреля 2007). Дата обращения: 28 июня 2019. Архивировано 28 февраля 2021 года.
27. ↑  Smith, Helena Huntington. The War on Powder River. — First Paperback edition. — University of Nebraska Press, December 1, 1967. — С. с. 211 - 212. — ISBN 978-0803251885.
28. ↑  "Michael Shonsey". Find A Grave (29 июня 2017). Дата обращения: 29 июня 2019. Архивировано 29 июня 2019 года.
29. 1 2 3  No title (англ.) // The New York Times. — 1892. — April 14,. Архивировано 24 февраля 2021 года.
30. ↑  Brooke, John R. No title (англ.) // The New York Times. — April 15, 1892. — April 15,. Архивировано 24 февраля 2021 года.
31. 1 2  "To Kill Seventy Rustlers" (англ.) // The New York Times. — 1892. — April 23,. Архивировано 25 февраля 2021 года.
32. ↑  Burt, Nathaniel. Wyoming. — Compass American Guides, Inc, 1991. — С. с. 160.
33. ↑  Petrimoutlx, Jim. "U.S. Marshal George A. Wellman (1858-1892)" // Bay Journal. — April 3, 2015. — April 3,. Архивировано из оригинала 4 декабря 2014 года.
34. ↑  Kraft, Louis. Gatewood & Geronimo. — University of New Mexico Press, 2000. — С. с.166. — ISBN 978-0-8263-2130-5..
35. 1 2 3  Dolson, G. B. "Johnson County War" Wyoming Tales and Trails". www.wyomingtalesandtrails.com (6 января 2004). Дата обращения: 27 июня 2019. Архивировано 23 января 2010 года.
36. ↑  Presidential election of 1896 - Map by counties. http://geoelections.free.fr. Дата обращения: 10 июля 2019. Архивировано из оригинала 9 июля 2018 года.
37. ↑  Daniel Belgrad. 'Power's Larger Meaning': The Johnson County War as Political Violence in an Environmental Context. — Western Historical Quarterly, 2002. — С. с. 159-177.
38. ↑  Randy McFerrin and Douglas Wills. High Noon on the Western Range: A Property Rights Analysis of the Johnson County War. — 67#1. — Journal of Economic History, 2007. — С. с. 69-92.
39. 1 2  History: The Range Wars Of The Old American West. https://feraljundi.com. Feral Jundi. (февраль 2010). Дата обращения: 11 июля 2019. Архивировано 11 июля 2019 года.
40. ↑  Lynda G. Adamson. Literature Connections to American History, K-6. — Libraries Unlimited, 1998. — С. 245. — ISBN 978-1563085048.
41. ↑  Lola M. Homsher. Archives of the Wyoming Stock Growers' Association // The Mississippi Valley Historical Review. — 1946. — Сентябрь (№ Vol. 33, No. 2).
42. 1 2  Frances McElrath. The Rustler: A Tale of Love and War in Wyoming. — Bison Books, 2002. — ISBN 978-0803282841.
43. ↑  Wister, Owen. The Virginian. — Oxford, NY: Oxford University Press, 1998. — С. с.48. — ISBN 0-19-283226-3..
44. ↑  Larry McMurtry. Talking About 'True Grit' // New York Books. — 2014. — February 2.
45. ↑  James West. Jean Parker: Movie Star. // Indianamilitary.org (16 мая 2011). Дата обращения: 16 июля 2019. Архивировано 2 августа 2020 года.
46. ↑  Jim Davis' Stories of the Century // Vintage Magazine. — 1964. — May 5 (№ выпуск №9).
47. ↑  Blood Feuds Episode Guide. // TV Guide. Дата обращения: 16 июля 2019. Архивировано 16 июля 2019 года.
48. ↑  Parole Johnson County War Chris LeDoux. Great Song (2 февраля 2014). Дата обращения: 16 июля 2019. Архивировано 22 декабря 2006 года.